# サンクトペテルブルク条約 (1762年)
サンクトペテルブルク条約（サンクトペテルブルクじょうやく、英語: Treaty of Saint Petersburg）は1762年5月5日、プロイセン王国とロシア帝国の間で締結された、七年戦争の講和条約。
条約はプロイセン王フリードリヒ2世を崇拝していたピョートル3世の即位後に結ばれ、このブランデンブルクの奇跡でフリードリヒ2世はオーストリアとザクセンとの戦闘に集中できた。

## 条約の内容
条約はロシア宰相ミハイル・ヴォロンツォフとプロイセン代表ヴィルヘルム・ベルンハルト・フォン・デア・ゴルツが署名した。ロシアはスウェーデンとの和平交渉の仲介を約束し、さらにロシア軍の全占領地をプロイセンに返還した。

## その後
フリードリヒ2世は和約に狂喜して、テ・デウムや祝宴を命じたという。敵が一国減った上、ピョートル3世が対オーストリアの援軍1万8千を約束したからだという。後のフベルトゥスブルク条約によりプロイセン、オーストリア、ザクセンの和平も成立した。条約の内容はほぼ現状維持であったが、プロイセンの大国化を象徴した結果となった。
ただ、ロシア国内では全占領地をプロイセンに返還したピョートル3世の過度なプロイセン贔屓への反発からクーデターが起こり、皇后エカチェリーナ・アレクセーエヴナがエカチェリーナ2世として即位したが、プロイセンとの同盟関係は堅持されたため、条約締結から2年後、両国は防衛同盟を成立させた。